# Ленинградский государственный педагогический институт имени М. Н. Покровского
Ленинградский государственный педагогический институт имени М. Н. Покровского — педагогическое высшее учебное заведение, основанное 8 февраля 1932 года и объединённое 15 июня 1957 года с ЛГПИ имени А. И. Герцена.

## Основная история
8 февраля 1932 года Постановлением коллегии Ленинградского городского отдела народного образования (Ленгороно) на базе вузовских групп агропедагогического комбината имени Н. А. Некрасова был образован Городской педагогический институт имени М. Н. Покровского. С 1932 по 1937 год институт входил в систему Ленгороно, с 1937 по 1946 год — Народного комиссариата просвещения РСФСР, с 1946 по 1957 год — Министерства просвещения РСФСР.
С 1934 года в структуре института были созданы: математическое, географическое, историческое, биологическое, литературное, физическое, химическое и трудовое отделения. В 1935 году были образованы: физико-математический факультет и факультет естествознания, в 1936 году — факультет иностранных языков (французский, немецкий и английский), в 1937 по 1941 год были созданы: географический и исторический факультеты, факультет русского языка и литературы.
С 1941 по 1945 год в период Великой Отечественной войны ЛГПИ имени М. Н. Покровского был присоединён к ЛГПИ имени А. И. Герцена и весь профессорско-преподавательский и студенческий состав обоих институтов был эвакуирован в Кисловодск и в Кыштым. Так же с 1941 по 1942 год Постановлением Совета народного комиссара РСФСР от 12.09.1941 г. № 614 и распоряжением Народного комиссариата просвещения РСФСР от 02.10.1941 г. № 380 в состав ЛГПИ имени М. Н. Покровского вошёл Ленинградский государственный библиотечный институт имени Н. К. Крупской. С 1946 года ЛГПИ имени М. Н. Покровского вновь стал функционировать как самостоятельный педагогический вуз и вёл подготовку по специальностям: история, география, математика, химия, физика, английский, немецкий и французский языки, естествознание и русский язык и литература. В 1948 году было создано заочное отделение и иностранное отделение (французский, немецкий и английский язык).
В 1952 году после объединения с Ленинградским областным учительским институтом получил наименование — Ленинградский государственный педагогический институт имени М. Н. Покровского. Находился на Малой Посадской улице в доме 26. Структура института состояла из
основных факультетов: физико-математического, химического, биологического, географического, исторического, иностранных языков, русского языка и литературы — и двух отделений: дневного и заочного. На дневном отделении имелись такие специальности как русский язык, литература и иностранный язык, математика, черчение и астрономия, физика, основы производства и черчение, география, биология и химия. На заочном отделении шла подготовка по специальностям русский язык и литература, математика и физика, естествознание и химия, география.
Постановлением Совета Министров РСФСР от 15 июня 1957 года, Ленинградский государственный педагогический институт имени М. Н. Покровского был объединён с Ленинградским государственным педагогическим институтом имени А. И. Герцена

## Известные выпускники и преподаватели
- Чернышёв, Василий Ильич — профессор, член-корреспондент АН СССР
- Бархударов, Степан Григорьевич — профессор, член-корреспондент АН СССР
- Ананьев, Борис Герасимович — доктор педагогических наук, профессор, академик АПН СССР
- Боборыкин, Александр Дмитриевич — профессор, член-корреспондент АПН СССР
- Вяткин, Михаил Порфирьевич — доктор исторических наук, профессор, член-корреспондент АН Казахской ССР и АН Киргизской ССР
- Вульф, Евгений Владимирович — доктор биологических наук, профессор
- Коган, Моисей Александрович — доктор исторических наук, профессор
- Кулакова, Любовь Ивановна — доктор филологических наук, профессор
- Якубинский, Лев Петрович — доктор филологических наук, профессор
- Крюгер, Отто Оскарович — доктор исторических наук, профессор
- Рез, Зинаида Яковлевна — доктор педагогических наук, профессор
- Тарасов, Александр Осипович — доктор биологических наук, профессор
- Рамм, Борис Яковлевич — историк и религиовед, специалист по истории католицизма, доктор исторических наук, профессор[6]
- Файбусович, Эрнест Львович — доктор географических наук, профессор
- Путилова, Евгения Оскаровна — литературовед и литературный критик, историк русской детской литературы, один из крупнейших в мире специалистов по детской литературе, доктор филологических наук, профессор.
- Кочаков, Борис Михайлович — профессор
- Кушнер Александр Семёнович - поэт (учился в 1954-57, до объединения вуза с ЛГПИ им. А.И. Герцена, где и продолжил обучение)